# تور رؤیاهای کالیفرنیا
تور رویاهای کالیفرنیا دومین تور - کنسرت کیتی پری خواننده و ترانه‌سرای امریکایی بود که در حمایت از سومین آلبوم او به نام رویای نوجوانی صورت گرفت. این تور ۱۲۷ کنسرت در سراسر جهان اجرا کرد که از ۲۰ فوریه ۲۰۱۱ در لیسبون پرتغال آغاز شد و در ۲۲ ژانویه ۲۰۱۲ در پاسای فیلیپین پایان یافت.
این تور یک موفقیت بین‌المللی به دست آورد و توانست ۵۹٫۵ میلیون دلار درآمد داشته باشد.

## ترانه‌های اجرا شده
این فهرست فقط مربوط به ترانه‌های اجرا شده در کلمبیا است و برای تمام تور نمی‌باشد.
1. "رویای نوجوانی"
2. "تپش قلب مرغ مگس"
3. "بیداری در وگاس"
4. "خیلی گی‌ای"
5. "طاووس"
6. "دختری را بوسیدم"
7. "دایرهٔ تخلیه"
8. "ئی.تی"
9. "من برای چه کسی زندگی میکنم؟"
10. "مروارید"
11. "نه مثل فیلم‌ها"
12. "تنها دختر (در دنیا)" / "جرقهٔ بزرگ" / "جمعه" / "شلاق زدن به موهایم"
13. "فکر کردن به تو"
14. "داغ و سرد"
15. "شب جمعه گذشته (تی‌جی‌آی‌اف)"
16. "می‌خوام با کسی برقصم (که عاشقم باشه)"
17. "آتش‌بازی"
18. "دختران کالیفرنیا"

## نگارخانه

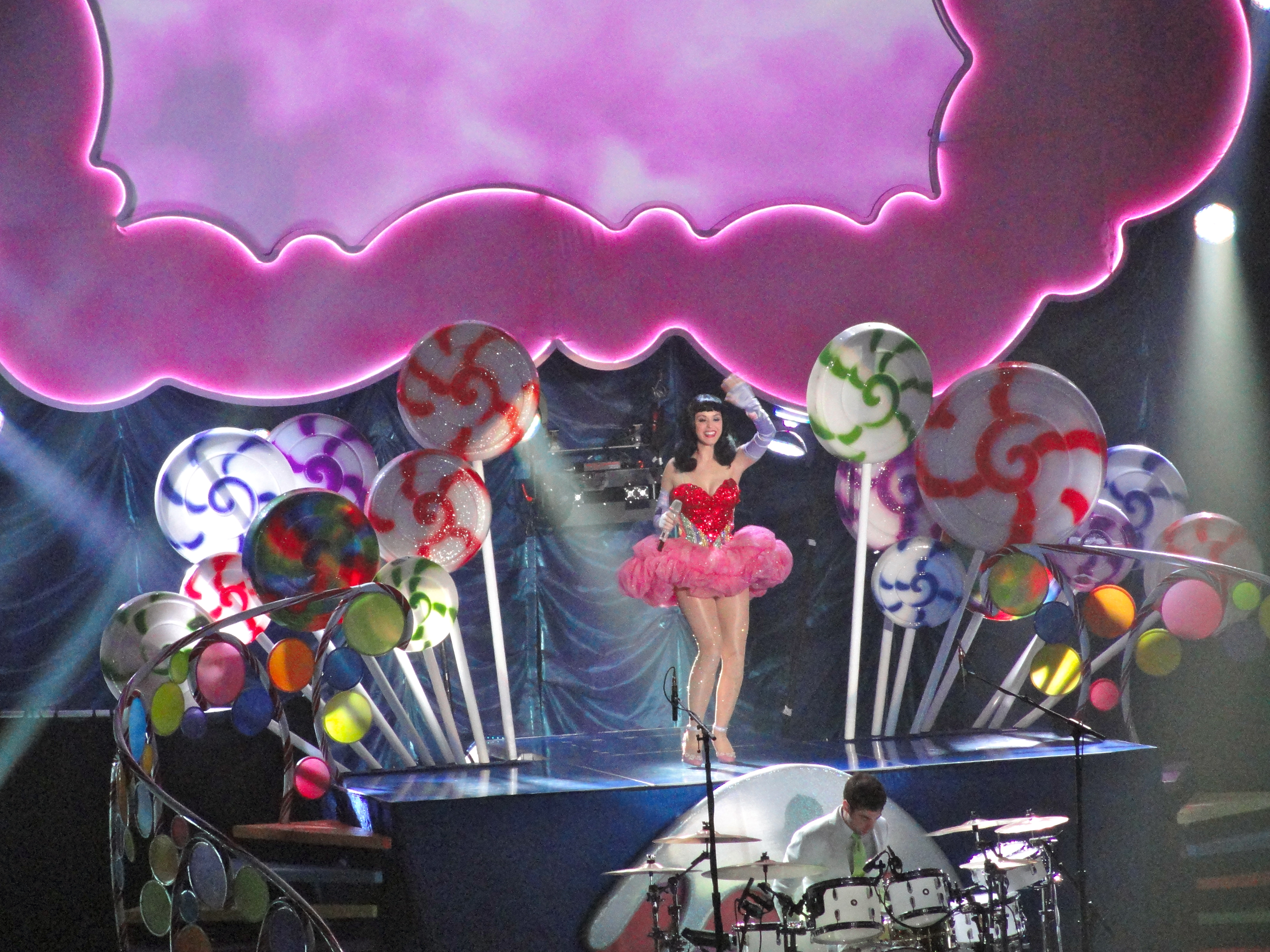
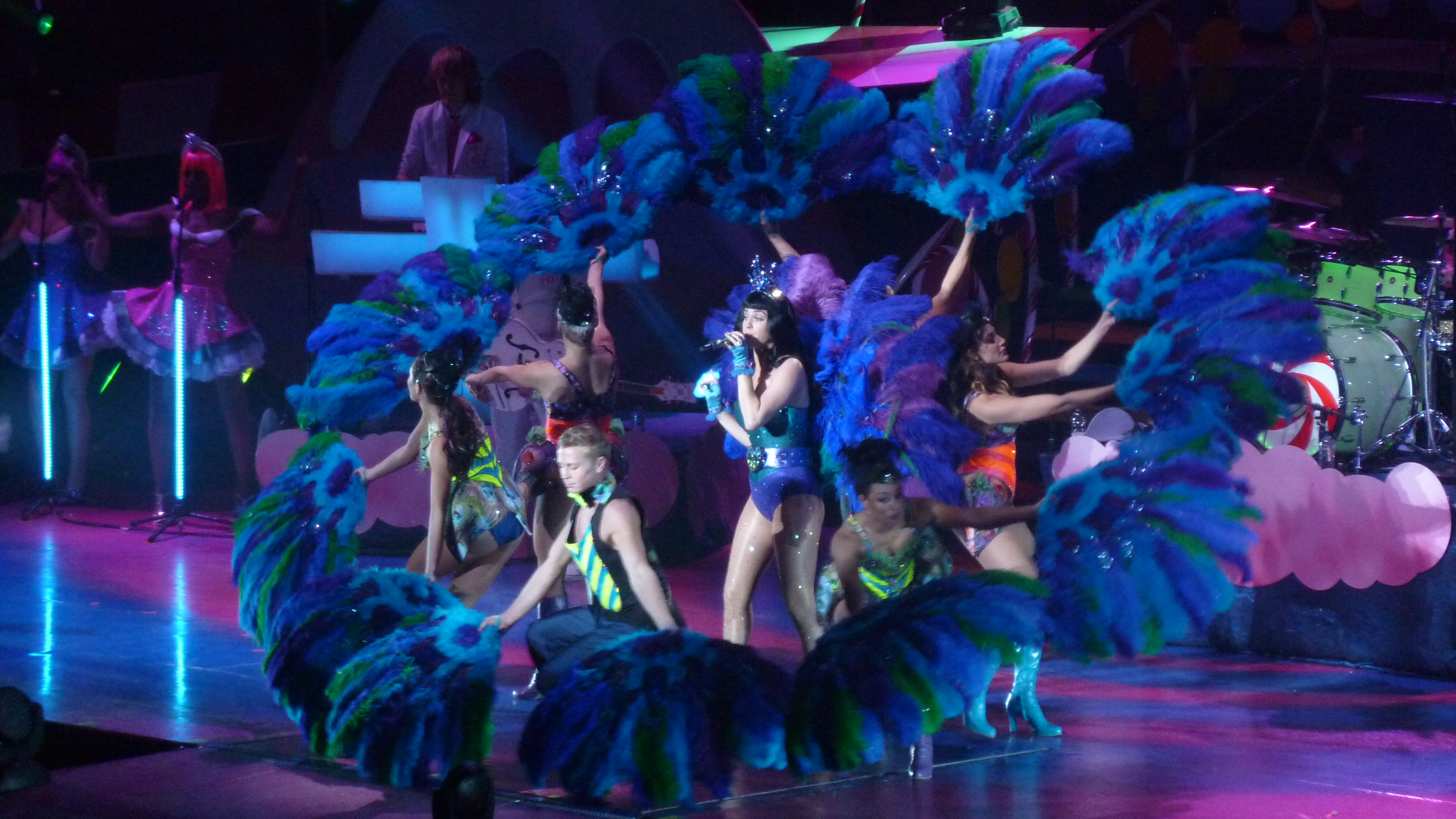
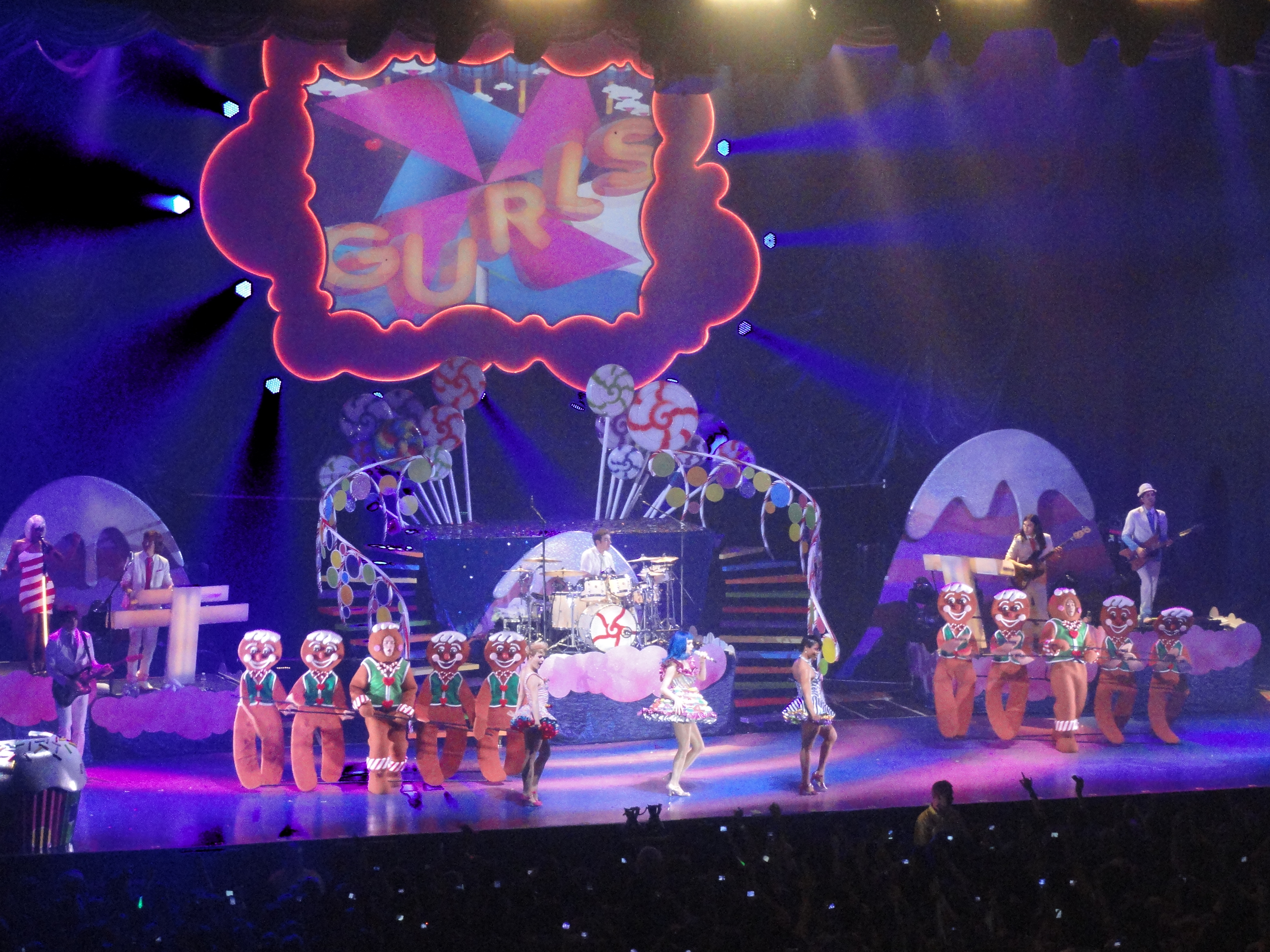
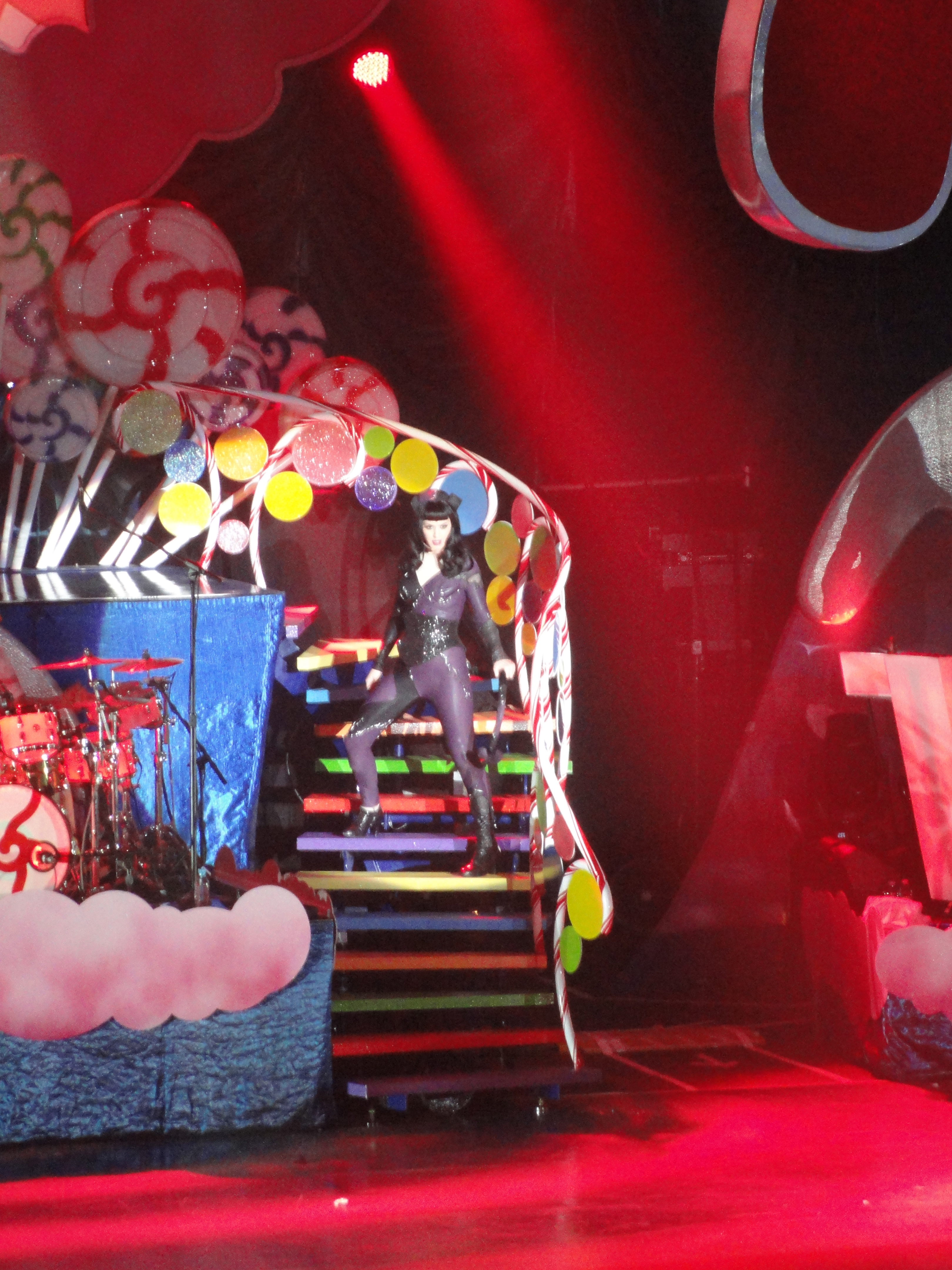
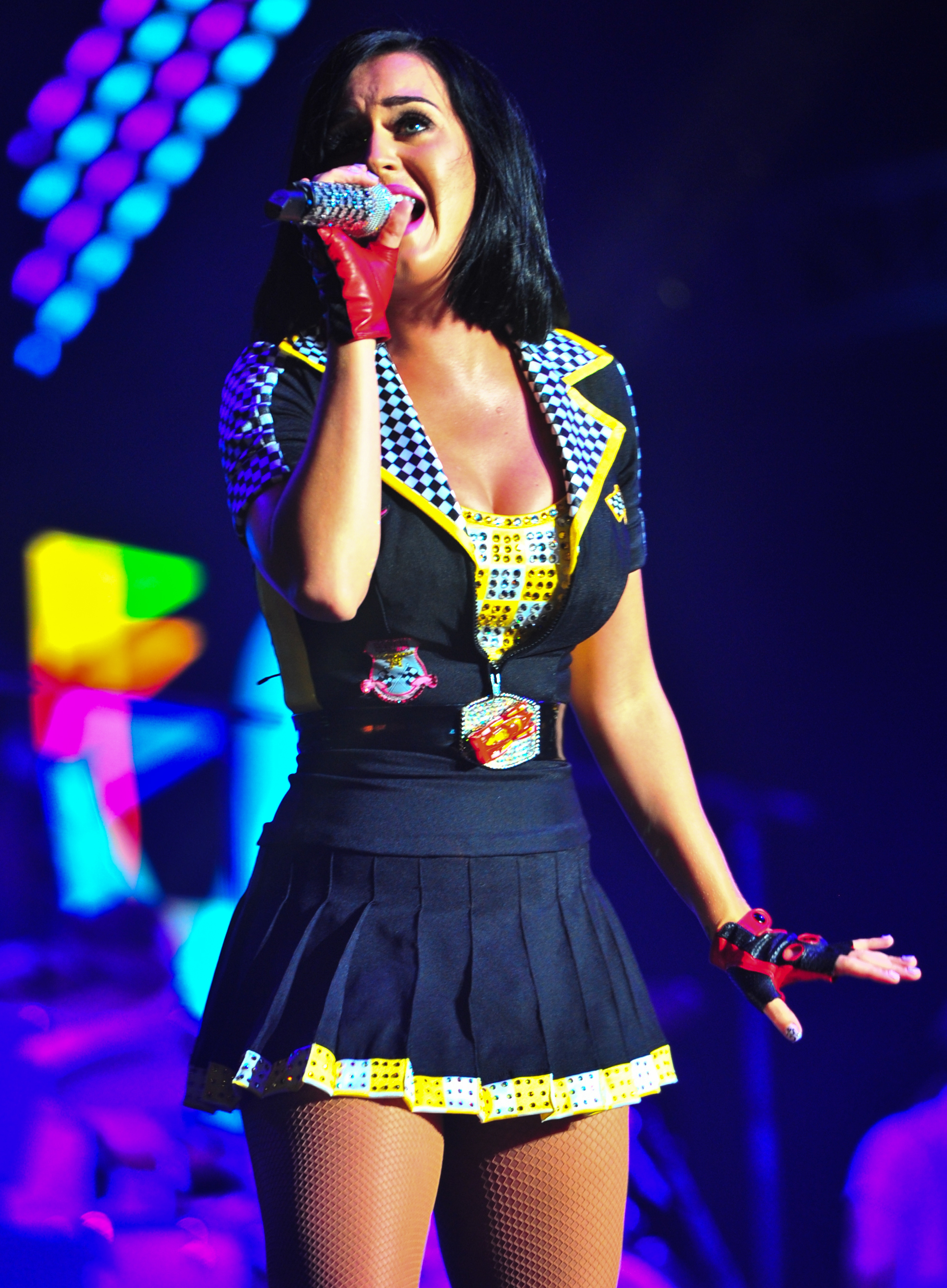
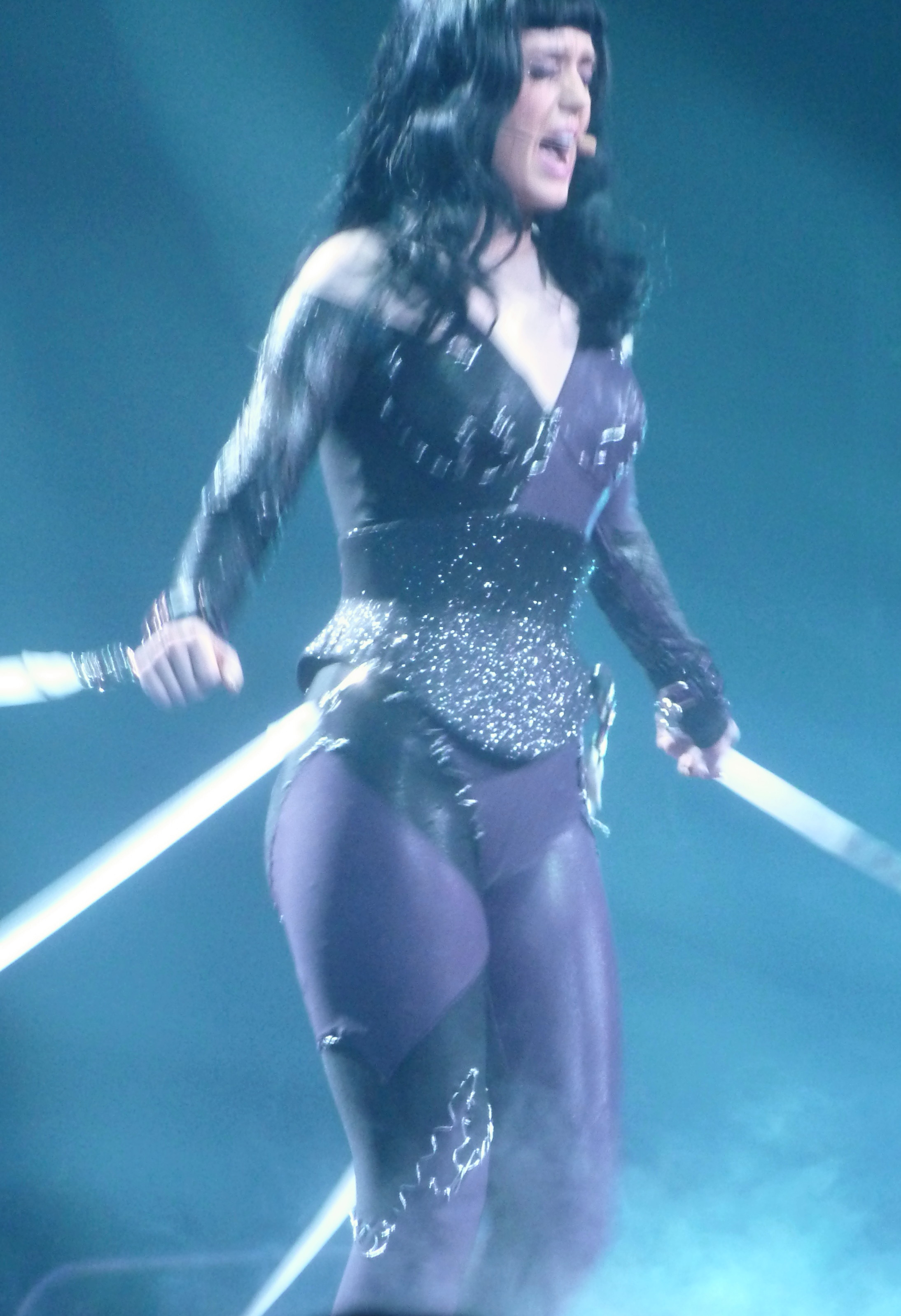
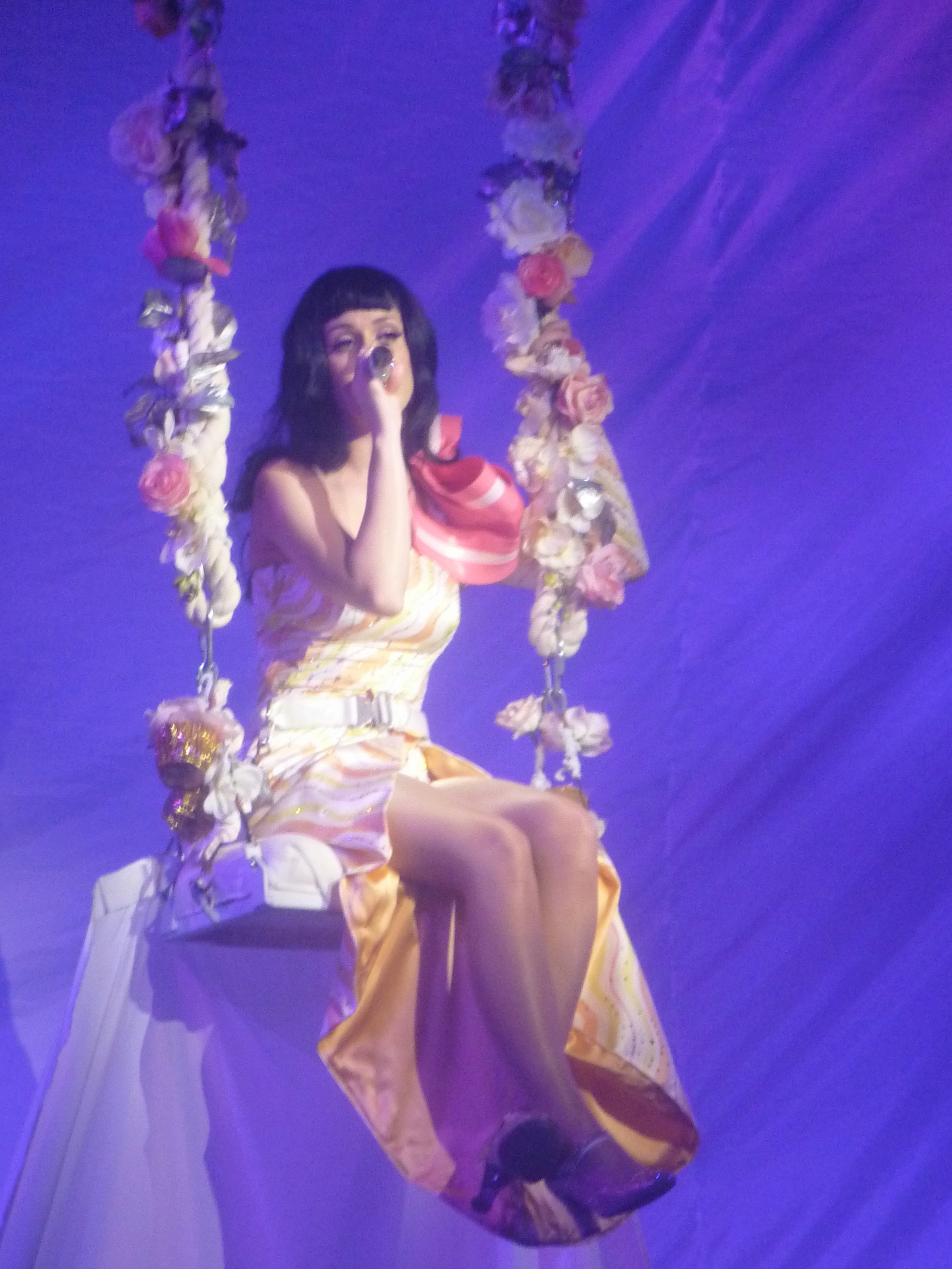
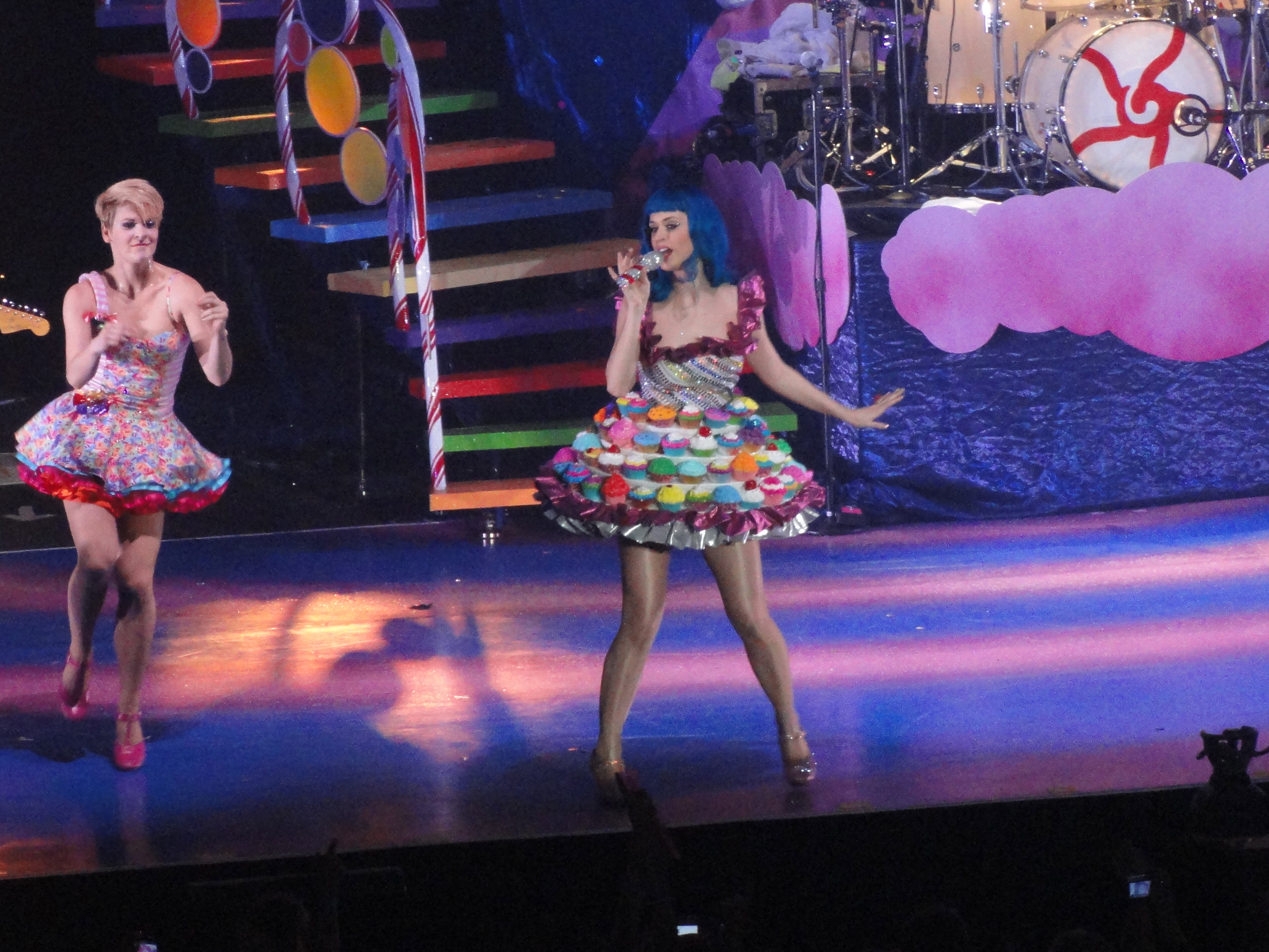